# 寧城県
寧城県（ねいじょう-けん）は、中華人民共和国内モンゴル自治区赤峰市に位置する県。

## 歴史
契丹文化の発祥の地の一つであり、史書には「紫蒙之野」として現れている。
寧城県の大明鎮・天義鎮鉄匠営子は、遼の陪都の中京大定府の所在地である。1006年に西遼河の支流の老哈河の沖積平野上にあるこの地に中京が定められた。都の北には七金山（現在の九頭山）が、西には馬盂山があり、南は老哈河に面する地勢であった。『遼史』地理志・巻三十九には、「中京大定府……有七金山、馬盂山、双山、松山、土河……」との記述がある。中京は1122年に金の軍隊に占領された。
金の海陵王（完顔迪古乃）は1153年（天徳5年）に中都（現在の北京）に遷都したが、この際にもとの遼の中京を陪都・北京大定府としている。
元の初期、北京大定府は北京路総管府と改められたが、1288年に武平路と改称された。明の初期には大寧都指揮使司が、1387年（洪武20年）に大寧衛が置かれたが、1403年（永楽元年）に大寧衛が撤収されモンゴルのホルチン部（科爾沁）などとの雑居地になった。
県内にある遼中京遺跡は1961年に全国重点文物保護単位に指定されている。

## 行政区画
13バルガス（鎮）、2郷（シャン）を管轄
- バルガス（鎮）
  - 天義鎮
  - 小城子鎮
  - ドゥール・ホロー・バルガス（大城子鎮）
  - バルハン・バルガス（八里罕鎮）
  - ホルホグ・バルガス（黒里河鎮）
  - イフ・コス・ソム・バルガス（大双廟鎮）
  - ハル・ホト・バルガス（右北平鎮）
  - 汐子鎮
  - 大明鎮
  - マンニュード・バルガス（忙農鎮）
  - オール・バルガス（五化鎮）
  - ゴルバン・オボー・バルガス（三座店鎮）
  - バヤスガラン・バルガス（必斯営子鎮）
- 郷（シャン）
  - イフ・ジョン・シャン（一肯中郷）
  - セングン・シャン（存金溝郷）